# Nany People
Nany People Cunha Santos (Machado, 1 de julho de 1965) é uma comediante, cantora, atriz e repórter brasileira.

## Biografia
Nany nasceu em Machado, Minas Gerais, foi criada em Poços de Caldas, no mesmo estado, sendo filha de mãe branca e pai negro, o que, segundo ela, esse casamento inter-racial foi motivo de discórdia entre seus avós maternos que não aprovavam. Registrada ao nascer como Jorge Demétrio Cunha Santos, na infância sofreu bullying no colégio e agressões físicas do pai pelo jeito feminino que já demonstrava. Em uma das brigas, sua mãe virou a mesa em cima do pai para defendê-la e lhe disse: "As pessoas fazem com a gente o que a gente deixa, até quando a gente deixa". Cursou o colegial com ênfase técnico, formando-se em química. Em 1985 mudou-se para São Paulo para cursar teatro no Teatro Escola Macunaíma, tendo trabalhado como camareira e bilheteira de teatro para se manter até conseguir estabelecer-se como hosts em boates da capital.
Durante esta época passou pela transição para drag queen - e posteriormente transexual - e, em 1992, escolheu o nome de Nany People, inspirada pela atriz e apresentadora Nâni Venâncio, de quem era fã.
Em 1995 chegou a fazer o tratamento para realizar a cirurgia de redesignação sexual, porém desistiu. Além disso também formou-se em artes cênicas pela Unicamp. Durante as décadas de 1990 e 2000 se tornou uma das mais famosas hosts das boates de São Paulo, além de uma das drag queens mais requisitadas para apresentações.

## Carreira

###### Anos 1990
Entre 1997 e 1998, foi repórter do Comando da Madrugada, apresentado por de Goulart de Andrade na Rede Manchete, ficando até o programa chegar ao fim. Em 1999, migrou para a Band, como repórter de Amaury Jr. no programa Flash. Entre 1997 e 2003, foi repórter da revista G Magazine em shows e eventos voltados ao público LGBT+. Em 1998, atuou na peça "Um Homem É um Homem", com direção de Alexandre Stockler no Teatro Faap, em São Paulo e mais 16 cidades do interior de São Paulo.

###### Anos 2000
Em 2000, Goulart decidiu reviver seu programa na TV Gazeta e convidou Nany para retornar como repórter. Na rádio, entre 2000 e 2001 foi repórter dos programas Pânico, talk show humorístico de Emílio Surita, e Zíper, apresentado pelo médico Jairo Bouer sobre saúde sexual, ambos na Jovem Pan. Em 2001 deixou a Band ao ser convidada por Hebe Camargo para ser repórter do programa Hebe, no SBT, onde fiou por seis anos.
Entre 2002 e 2005 foi repórter no programa Sexo Oral, também de Jairo Bouer na 89 FM A Rádio Rock, voltado a temática de saúde sexual. Visando fixar-se na carreira de humorista, migrou para o elenco de A Praça É Nossa, onde ficou entre 2007 e 2009. Em 2007 produziu e estreou o stand up Nany People Salvou Meu Casamento e, no ano seguinte, Uma Aula de Amor e Muito Humor, com o qual viajou por dois anos.

###### Anos 2010
Em 2010, Nany participou da terceira temporada do reality show A Fazenda que é exibido pela Record TV, na qual foi a quinta eliminada da competição. Em 2011 reestreia o ImproRiso e se torna jurada do programa Cante se Puder, no SBT. Em 2017 se tornou repórter do programa Xuxa Meneghel na RecordTV.
Em 2018, Nany integrou o elenco da telenovela O Sétimo Guardião, da TV Globo, interpretando a química transexual Marcos Paulo. Em 2019, Nany participou da terceira temporada do talent show Popstar então exibido pela TV Globo, na qual acabou ficando em 9.º lugar na competição.

###### Anos 2020
Em 2020, Nany participou do Programa do Ratinho como jurada no quadro Dez ou Mil, exibido às segundas-feiras.
Em 2022, passou a participar do quadro Caldeirola, do programa Caldeirão com Mion, como uma das integrantes do júri, composto também por Otávio Müller, Juliana Paes e Robson Nunes.

## Filmografia

### Televisão
| Ano           | Título                    | Cargo / Personagem         | Notas                                              |
| ------------- | ------------------------- | -------------------------- | -------------------------------------------------- |
| 1974          | Buzina do Chacrinha       | Participante               | Quadro: Calouros Junior                            |
| 1997–01       | Comando da Madrugada      | Repórter                   |                                                    |
| 1999          | Flash                     | Repórter                   |                                                    |
| 2001–06       | Hebe                      | Repórter                   |                                                    |
| 2002          | SBT Palace Hotel          | Celeste Aída               | Especial de fim de ano                             |
| 2007–10       | A Praça É Nossa           | Tagarela                   |                                                    |
| 2010          | A Fazenda                 | Participante               | Temporada 3                                        |
| 2011–13       | Cante se Puder            | Jurada                     |                                                    |
| 2014          | É Natal, Mallandro!       | Nenê                       | Especial de fim de ano                             |
| 2015          | PartiuShopping            | Berengária Athaíde Brasil  |                                                    |
| 2015          | Treme Treme               | Sheila                     | Episódio: "2"                                      |
| 2016          | Xuxa Meneghel             | Repórter                   |                                                    |
| 2017          | Xilindró                  | Lady Pepeca                | Episódio: "O Incêndio" Episódio: "O Pavilhão Rosa" |
| 2018          | O Sétimo Guardião         | Marcos Paulo Pionowiski    |                                                    |
| 2019          | Popstar                   | Participante               | Temporada 3                                        |
| 2020–21       | Programa do Ratinho       | Jurada                     | Quadro: Dez ou Mil                                 |
| 2021          | LOL: Se Rir, Já Era!      | Participante (2.º lugar)   | Temporada 1                                        |
| 2021–22       | Quanto Mais Vida, Melhor! | Lurdes / Madame Lú         |                                                    |
| 2021–presente | Vai que Cola              | Agnes Yolanda              |                                                    |
| 2022–presente | Caldeirão com Mion        | Jurada                     | Quadro: Caldeirola                                 |
| 2023          | Fuzuê                     | Mariângela de Souza        | Participações                                      |
| 2024          | Vicky e a Musa            | Sêmele/Mnemosine           | Episódios 8 e 9                                    |
| 2024          | Ponto Final               | Alê                        | Original Netflix                                   |
| 2025          | The Masked Singer Brasil  | Nazaré Tedesco (8.º lugar) | Temporada 5                                        |

### Cinema
| Ano  | Título                              | Personagem       | Notas        |
| ---- | ----------------------------------- | ---------------- | ------------ |
| 2002 | Cama de Gato                        | Transvestite     |              |
| 2006 | Acredite, um Espírito Baixou em Mim | Andréa de Villon |              |
| 2012 | O Riso dos Outros                   | Ela Mesma        | Documentário |
| 2015 | Hipóteses para o Amor e a Verdade   | Radialista       |              |
| 2021 | Quem Vai Ficar com Mário?           | Lana de Holanda  | [ 31 ]       |
| 2023 | Barraco de Família                  | Edna             |              |
| 2023 | Um Dia Cinco Estrelas               | Dona Nilda       |              |
| 2023 | Vai Ter Troco                       | Zildete          |              |
| 2024 | Vidente por Acidente                | Lígia Rapello    |              |
| 2024 | De Repente, Miss                    | Gigi             |              |
| 2024 | Mallandro, o Errado Que Deu Certo   | Ela Mesma        |              |

## Teatro
| Ano             | Título                           | Personagem         | Notas                     |
| --------------- | -------------------------------- | ------------------ | ------------------------- |
| 1998            | Um Homem é um Homem              | Dalva              |                           |
| 2004-2006       | Risorama                         | Ela mesma          | Stand-up comedy           |
| 2007            | Nany People Salvou Meu Casamento | Ela mesma          | Stand-up comedy           |
| 2008-2009       | Uma Aula de Amor e Muito Humor   | Ela mesma          | Stand-up comedy           |
| 2009-2012       | ImproRiso                        | Ela mesma          | Stand-up comedy           |
| 2011            | Deu no que Deu                   | Ela mesma          | Stand-up comedy           |
| 2012            | Meninas Crescidas Não Choram     | Lilith Éden        |                           |
| 2012            | O Incrível Dr. Green             | Jussara            |                           |
| 2013-presente   | TsuNANY                          | Ela mesma          | Stand-up comedy           |
| 2015            | Muito Mais Que um Stand-Up       | Ela mesma          | Stand-up comedy           |
| 2016            | Caros Ouvintes                   | Ermelinda Penteado |                           |
| 2017            | Forever Young                    | Enfermeira         |                           |
| 2021 - presente | Nany É Pop - Um Musical          | Ela mesma          | Stand-up comedy e musical |

## Rádio
| Ano       | Título    | Cargo    | Emissora           |
| --------- | --------- | -------- | ------------------ |
| 2000-2001 | Pânico    | Repórter | Jovem Pan          |
| 2000-2001 | Zíper     | Repórter | Jovem Pan          |
| 2002-2005 | Sexo Oral | Repórter | 89 FM A Rádio Rock |

## Discografia[34]
- Para não ser Triste part. Padre Fabio de Melo
- Nany People (En)Canta Feat. Luiza Possi

## Prêmios e indicações
| Ano  | Associações                     | Categoria              | Nomeações                 | Resultado |
| ---- | ------------------------------- | ---------------------- | ------------------------- | --------- |
| 2019 | Prêmio Globo de Melhores do Ano | Melhor Atriz Revelação | O Sétimo Guardião         | Indicada  |
| 2021 | Poc Awards                      | Personalidade          | Nany People               | Pendente  |
| 2022 | Festival Sesc Melhores Filmes   | Melhor Atriz Nacional  | Quem Vai Ficar com Mário? | Indicado  |
| 2024 | Festival Sesc Melhores Filmes   | Melhor Atriz Nacional  | Vai Ter Troco             | Indicada  |
| 2024 | Prêmio iBest                    | Stand-up               | TsuNany                   | Pendente  |
| 2024 | Prêmio iBest                    | Humorista do Ano       | TsuNany                   | Pendente  |
| 2024 | Prêmio iBest                    | Reality Star           | A Fazenda                 | Pendente  |